# 杜姆亚特
杜姆亞特（羅馬化：Dumyāṭ [domˈjɑːtˤ]，羅馬化：Tamiati），或达米埃塔，是埃及杜姆亞特省的首府，位於開羅以北約200公里（120英哩）地中海和尼羅河的交匯點。截至2006年城市人口約1,093,580人。現有一道運河連接杜姆亞特和尼羅河，使杜姆亞特再次成為重要的港口。

### 引用
1. ↑  世界地名译名词典 2017，第743頁：Dumyāṭ 杜姆亚特
2. ↑  世界地名译名词典 2017，第657頁：Damietta 达米埃塔

## 外部連結
- Falling Rain Genomics, Inc. .   [2008-03-22]. （原始内容存档于2020-11-19）.

31°25′N 31°49′E / 31.417°N 31.817°E